# Ракоподібні
Ракоподібні (Crustacea) — підтип членистоногих тварин, які мають зчленований, схожий на шкарлупу скелет, який слугує їм як каркас для м'язів та інших внутрішніх органів, так і захистом від ушкоджень та ворогів. Підтип містить понад 67 тисяч видів тварин, які живуть переважно у морських і прісних водоймах, хоча низка видів мешкає на суходолі. Традиційно підтип поділяють на дві умовні групи:
- Нижчі ракоподібні звичайно живуть у товщі води і входять до складу планктону. Вони мають важливе значення у біосфері — є солідною частиною харчового раціону багатьох риб і китоподібних. Серед них є також види-паразити (наприклад, Cymothoa exigua). Сюди належать представники більшості класів ракоподібних.
- Вищі ракоподібні — окремий клас ракоподібних, також мешканці морських і прісних водойм. На суші з цього класу живуть тільки стоноги та деякі раки (краб кокосовий). Річкові раки, краби, омари використовуються людиною в їжу. Крім того, багато раків (некрофаги) мають санітарне значення, бо звільняють водойми від трупів тварин.

Наука, що вивчає ракоподібних — карцинологія.

## Зовнішня будова
Тіло складається з голови, грудей (торакса) та черевця. Голова та груди можуть у деяких видів бути нерухомо з'єднаними між собою у головогруди (цефалоторакс) і з боків вкриті щільним панциром.

### Покриви тіла
Ззовні тіло вкрите міцною хітиновою кутикулою. Вона містить карбонат кальцію, що надає тілу додаткової міцності. Зовнішнього воскоподібного шару, що перешкоджав би випаровуванню води, нема, тому раки не можуть жити за межами водойм.

## Внутрішня будова
Кровоносна система незамкнена, є серце різної будови. Органи дихання — зябра, дрібні види дихають всію поверхнею тіла. До органів виділення у річкового рака належать зелені залози.

## Розвиток
З яєць вищих ракоподібних вилуплюються рачки, схожі на дорослих, котрі линяють раз чи двічі на рік. Через три-чотири роки вони стають статево зрілими. Після вилуплення нижчі ракоподібні все життя змінюють кількість членів.

## Класифікація
| Клас          | Члени                                 | Види                                                                              | Фото                   |
| ------------- | ------------------------------------- | --------------------------------------------------------------------------------- | ---------------------- |
| Branchiopoda  | Артемія Гіллястовусі Щитні            | Anostraca Lipostraca Notostraca Laevicaudata Spinicaudata Cyclestherida Cladocera | Daphnia pulex          |
| Remipedia     |                                       | Nectiopoda                                                                        | Speleonectes tanumekes |
| Cephalocarida |                                       | Brachypoda                                                                        |                        |
| Maxillopoda   | Вусоногі Веслоногі раки               | Calanoida Pedunculata Sessilia c. 20 others                                       | Chthamalus stellatus   |
| Ostracoda     |                                       | Myodocopida Halocyprida Platycopida Podocopida                                    | Cylindroleberididae    |
| Malacostraca  | Краби Лобстери Креветки Криль Мокриці | Decapoda Isopoda Amphipoda Stomatopoda та 12 інших                                | Gammarus roeseli       |